# حزب كادحي الشعب الإيراني
حزب كادحي الشعب الإيراني أو حزب الكادحين (بالفارسية: حزب زحمتکشان ملت ایران) حزب اشتراكي ديموقراطي منحل في إيران. كان الحزب عضواُ بالجبهة الوطنية، حيث دعى الحزب إلى تأميم الصناعة النفطية في إيران وعارض حزب توده الإيراني. أسسه مظفر بقائي كرماني بسنة 1951.
جذب الحزب وبنجاح عدداً لا بأس به  من الشباب المتعلم (خصوصاً من جامعة طهران) ومن أتباع حزب القوة الثالثة (بالفارسية: نیروی سوم) وأصحاب المحال التجارية في منطقة كرمان. كان للحزب أجنحة عسكرية. فاز بانتخابات 1952 بكرسيين كانا من نصيب بقائي وزهوري.
انحل الحزب بسنة 1979 بعد أن صوَّت بنعم باستفتاء إقامة جمهورية إسلامية في إيران، مارس 1979